# Isla Andamán del Norte
La isla Andamán del Norte (en inglés: North Andaman Island) es la isla más septentrional del grupo Gran Andaman de las islas Andamán, con una superficie de 1.376 km². La principal ciudad de la isla es Diglipur. Conocida por su vida marina, las industrias principales de la isla son el arroz y el cultivo de naranjas. En la isla se ubica el punto más alto del archipiélago, un pico a 738 metros de altura, que posee 80 km de largo y hasta 29 km de ancho.
Andamán del Norte ha sufrido grandes terremotos con bastante frecuencia y se vio afectada por la inundación del Terremoto y tsunami de 2004 en el Océano Índico.
De la población nativa original de los granandamaneses, como los bo, ya casi nadie vive en las isla Andamán del Norte; además, todas las lenguas inicialmente habladas se han extinguido. La isla, pues, está poblada por grupos étnicos que emigraron desde el continente y por sus descendientes.